# Magda Logomer
Magda Logomer (Križevci, 18. svibnja 1706.), poznata i kao Herucina, bila je travarka iz grada Križevaca, koju je njezina susjeda optužila da se bavi čaranjem i trovanjem.
Mučena je i osuđena na smrt 1758. godine, prije intervencije Marije Terezije. Napisala je pismo 23. studenoga 1758. kojim je potvrdila svoju oslobađajuću presudu i osigurala je da se pod posebnom zaštitom vrati u svoj dom u Križevce.
Suđenje Magdi Logomer smatra se okončanjem masovnih progona vještica u Hrvatskoj. Njezin je slučaj poznat po objavljivanju izvješća liječnika Gerarda van Swietena krajem 1913. godine. Liječnik je pregledao i liječio Magdu Logomer na kraljičin zahtjev nakon mučenja kojima je bila podvrgnuta, te putem korespondencije između visokih dužnosnika Kraljevine Hrvatske i Bečkog dvora.
Svoju priču ispričala je i Marija Jurić Zagorka u svom popularnom romanu o zagrebačkim vješticama.

## Biografija
Magda Logomer rođena je 18. svibnja 1706. u Podgajcu, u Kraljevini Hrvatskoj Austro-Ugarskog Carstva. Roditelji su joj prema krštenici Štefan Logomer i Anastazija Janković.

## Podrijetlo imena Herucina
Nadimak Herucina vjerojatno potječe iz izvornog prebivališta njezina muža. Udala se 1727. za Franju Heruca. Stoga se ime Herucina može protumačiti kao da samo ukazuje na ime njezina muža. No, ostaje moguće i drugo objašnjenje: na katastru iz 1857. godine; između Podgajca i zaseoka Brckovčine nalazi se mjesto pod imenom "Heruc". Franjo Heruc imao je prijavljeno prebivalište u Brckovčini, a dodatak Heruc mogao bi samo značiti da je Magda Logomer došla "iz Heruca".

## Lokalni povijesni kontekst u Križevcima
Život Magde Logomer odvijao se u turbulentnom okruženju. 1735. godine požar je uništio trećinu grada. Oko 1740./41., suđenja vješticama dovela su do pogubljenja 13 žena. 1752. Marija Terezija ujedinila je Gornji i Donji grad, koji su ponijeli ime Križevci. 1755. godine novi požar poharao je posjede između Križevaca, Vrbovca i Bisaga, a izbila je i seljačka buna. U tom razdoblju grade se nove crkve. Nikola Benger, koji je rođen 1695. u Križevcima i umro 1766. godine u Lepoglavi bio je povijesničar i pavlinski redovnik. Pružio je povijesne prikaze tog vremena i mjesta.
Postoje dvije povijesne kronike iz tog vremena od različitih osoba koje uopće ne spominju slučaj Herucine. Jedan izvještaj potječe od križevačkog župnika Ivana Josipovića, koji se uglavnom bavio međuseoskim poslovima, a drugi je izvještaj od Baltazara Adama Krčelića, koji uključuje bilješke o hrvatskim prilikama. Opseg slučaja je stoga prije pitanje miješanja Marije Terezije od Austrije u lokalne poslove.

## Rješavanje slučajeva navodnih vještičarenja
U to vrijeme mnogi su intelektualci poricali postojanje vještica, a iako je Marija Terezija Austrijska osobno vjerovala u njihovo postojanje, bila je sumnjičava prema načinu na koji su se sudila. Od 1740. do 1752. godine u Zagrebačkoj, Varaždinskoj i Križevačkoj županiji, u vrijeme kada je progon bio na vrhuncu progona u ovim krajevima, procesuirane su 63 vještice prema vještičjim zakonima. U susjednoj Mađarskoj val progona dogodio se između 1720. i 1730. godine, a ponovno je 1740. godine procesuirano 450 navodnih vještica. Sva ta suđenja vođena su okrutnim metodama ispitivanja temeljenim na mučenju, koje je bilo legalno pod Habsburškom monarhijom u Hrvatskoj, ali kodificirano strogim pravnim pravilima prema Ferdinandovu zakoniku.
Dopuštena su najviše tri uzastopna mučenja, a redoslijed korištenih instrumenata je strogo kodificiran. Pravila također zahtijevaju strogo vođenje evidencije s detaljima o korištenim instrumentima i metodama mučenja, te točnim datumima i vremenima. Ta su pravila osigurala dokumentaciju za ispitivanje slučaja Magde Logomer. Primjeri instrumenata korištenih za mučenje uključivali su kotač i komadanje, te podvezu, koja se sastojala od zatezanja vrata vijkom i postupnog povećanja pritiska.

## Brak
Magda se udala za Franju Heruca, (rođen oko 1700., umro 9. veljače 1727.). Imala je 21 godinu. Imali su 6 djece: Margaretu rođenu 1727., Jakoba 1733., Barbaru 1735., Emerika 1740., Katarinu 1743. i Matiju 1746. godine. Ne zna se koliko ih je doživjelo punoljetnost, iako se zna da je njihova kći Barbara preživjela, jer je svjedočila na suđenju svojoj majci.
Magda Logomer bavila se travarstvom i pripremala lijekove za svoje pacijente, koji su uglavnom bili zadovoljni. Dok bavljenje travarstvom nije bilo zabranjeno, bilo je zabranjeno praviti otrove, a kada se sumnjalo da je osoba vještica, to što je travar često je bio čimbenik koji dovodi do sumnje i otegotan faktor.

## Optužnica i suđenje za vještičarenje
Biti travar u praksi je značilo sakupljati trave i praviti lijekove, ali nije poznato kako je osposobljena za to zanimanje koje je zahtijevalo dobro poznavanje biljaka. Znalo se, međutim, da klijenti cijene njezino znanje i preporučuju je, a svoje znanje prenosi i na kćer Barbaru, koja joj ponekad pomaže u poslu.
Nekoliko izvještaja iz prethodnih sudskih procesa istaknulo je njezinu osobnost. Jednom je bila zatvorena nakon fizičkog obračuna s drugom ženom koju je udarila, a pobjegla je uz opomenu. Magda je tijekom suđenja priznala da je drugu ženu, Evu Oblačić, udarila toliko jako da je izgubila svijest. Prethodno se posvađala i s kumom Matijom Sunsićem koji je bio bačvar oko drvene kace. Imala je problematičan odnos i sa sucem Stjepanom Švagelom. Matija Sunsić, svjedok na suđenju, izjavio je da mu je Magda priznala da ju je samo strah od Švagela spriječio da upotrijebi svoje iscjeliteljske vještine. Prosječni životni vijek tada je u Križevcima bio 40 do 50 godina, a Magda je u vrijeme suđenja imala 51 godinu, posljednje dijete rodila je u 40. godini, tako da je bila dobrog zdravlja.
Još jedan aspekt koji treba uzeti u obzir jest činjenica da je kao svjedokinja pogubljenja vještica u gradu između 1740. i 1741. možda bila svjesna opasnosti svoje profesije. Također je mogla biti svjesna straha koji je ukorijenjen u praznovjerju koje su ljudi imali o sumnjičenim vješticama. Stoga je mogla iskoristiti ovaj strah za vlastiti interes, ali i pokušati riješiti sporove plaćanjem naknade kako bi izbjegla da bude optužena za vještičarenje, elemente koji su pronađeni u nekoliko njezinih fizičkih obračuna.
Magdu Logomer jedna od susjeda Eva Oblačić optužila je da se bavi crnom magijom. Eva Oblačić bila je uvjerena da ju je Magda otrovala, a opisala je kako ju je Magda gnjavila dok je bila u krevetu s temperaturom, a Magda Logomer se pretvarala u muhu i vrtjela joj se oko glave. Tijekom suđenja provedena je istraga, a mnogi su potvrdili da su svjedočili navodno dijaboličnim radnjama Magde Logomer. Magdini odvjetnici istaknuli su da carica Marija Terezija nije bila obaviještena o suđenju kako to nalažu nova pravila koja je Marija Terezija nametnula svojim stupanjem na prijestolje, no sve je to bilo uzalud. Magda Logomer je mučena i priznala je seksualni odnos s vragom. Na njenom su tijelu pronađeni tragovi đavla, te je 22. travnja 1758. osuđena na smrt
Magda Logomer poslana je u kliniku, a pregledao ju je Gerard van Swieten, osobni liječnik Marije Terezije Austrijske. Izvijestio je kraljicu o mučenju koje je pretrpjela i kasnije objavio. Dana 9. lipnja 1758. Marija Terezija je obaviještena o slučaju i naređuje grofu Franji Nadaždiju, tada banu kraljevstva, da joj pošalje Magdu kako bi je osobno upoznala. Magdu su pregledali De Haen, profesor medicine, i Gerard Van Swieten, koji je bio i sudski vještak za vještičarenje, osim što je bio caričin osobni liječnik. Pregledom su otkriveni mnogi detalji o kojima carica nije bila obaviještena, kao ni podvrgnuta tortura od koje je Magda zadobila brojne ozljede. Dvojica vještaka prijavila su svoj pregled Mariji Tereziji i izjavila da je magistrat križevačkog suda praznovjeran. George Van Swieten vjerovao je u čarobnjaštvo, ali je sumnjao da vještice mogu letjeti s metlama i uzrokovati loše vrijeme, te je bio posvećen uvjeravanju Marije Terezije u nužnost ukidanja suđenja vješticama koja su dovela do pogubljenja.
Dana 23. studenoga 1758. carica je pismom upućenom hrvatskom banu Magdu oslobodila krivnje i pod posebnom je zaštitom poslala kući u Križevce.
Taj je zaključak bio dio općenitije borbe protiv praznovjerja i afirmacije središnje vlasti Marije Terezije. Pismo je zaustavilo suđenja vješticama jer je to značilo da će lokalni sud morati trošiti novac i energiju da obrani svoju presudu u Beču s malim izgledima da presudu potvrdi carica Marija Terezija.

## Kraj života
Malo je podataka o kraju života Magde Logomer, a datum njezine smrti nije poznat. Međutim, zapisi pokazuju da je njezin muž umro dvije godine nakon njezina povratka, kao i dvoje ljudi koji su je optužili, što nije nimalo olakšalo njezinu društvenu integraciju, s obzirom na lokalne glasine i sumnje na vještičarstvo protiv nje.